# 清凉山万佛洞石窟
清凉山万佛洞石窟位于陕西省延安市宝塔区清凉山，又称万佛寺，1956年被列为第一批陕西省文物保护单位，2013年被列为第七批全国重点文物保护单位。
万佛洞石窟共四个洞窟，由北向南编号。1号窟为主窟，平面呈不规则四边形，前部宽16.1米，后部宽17.6米，进深12.9米，窟顶不平，高6米余。窟中间凿石成坛，两侧凿有石屏，屏壁上满布浮雕佛、菩萨、罗汉、弟子像等。坛上塑像为1985年重塑。2号窟前部宽5米，后部宽5.7米，深4.6米，高4.6米，有三世佛及弟子、罗汉像等。3号窟，宽6.7米，进深9米，高4.8米，有弥勒坐像。4号窟前部宽4米，后部宽5.9米，深5米，高3米，窟口有天王像，内部有浮雕佛教故事图像。